# Commission exécutive (République helvétique)
Pour les articles homonymes, voir Commission exécutive.
La Commission exécutive (et dès août 1800, le Conseil exécutif) est l'organe exécutif de la République helvétique, remplaçant le Directoire à partir de janvier 1800. Elle est remplacée lors de la création de la Confédération des XXII cantons, en 1814-1815.

## Coups d'État

### Coup d'État du7 janvier 1800
Le 7 janvier 1800, à la suite de la Coup d'État du 18 Brumaire, des républicains modérés renversent Frédéric-César de La Harpe, Philippe Abraham Louis Secretan et Urs Viktor Oberlin et les remplacent par les personnalités suivantes :
- Johann Rudolf Dolder ;
- Pierre-Maurice Glayre, unitaire ;
- Hans Conrad Finsler (de) ;
- Johann Rudolf von Frisching (de) ;
- Carl Heinrich Gschwend ;
- Karl von Müller-Friedberg (de).

### Coup d'État du8 août 1800
En août 1800, la Commission exécutive demande au Grand Conseil et au Sénat de se dissoudre,.
Après ce changement, sans base constitutionnelle, la Commission exécutive prend le nom de Conseil exécutif.